# Melanagromyza hermani
Melanagromyza hermani är en tvåvingeart som beskrevs av Spencer 1977. Melanagromyza hermani ingår i släktet Melanagromyza och familjen minerarflugor. Inga underarter finns listade i Catalogue of Life.